# Sender Westerland
Den Sender Westerland gibt es seit dem Jahr 1976 im Innenstadtbereich von Westerland auf Sylt als nördlichsten Sender Deutschlands. Sein Signal reicht bis weit ins Festland hinein und kann auch auf den Nachbarinseln Rømø (Dänemark), sowie auf Amrum und Föhr problemlos empfangen werden. Der Betreiber des Senders ist die T-Systems AG, eine Tochter der Deutschen Telekom AG. Am Standort sind fünf UKW-Sender, sowie Polizei-, Taxi- und Feuerwehrfunk in Betrieb.
Der Sender versorgt auch die Küstenschifffahrt auf der Nordsee mit dem aktuellen Wetterbericht sowie mit den Radardaten.
Der Sender Westerland hat auch fernsehtechnische Bedeutung. So strahlt er zum Beispiel die drei öffentlich-rechtlichen Programme Das Erste, das ZDF und das NDR-Fernsehen aus. Seit 2006 werden sie zusammen mit weiteren öffentlich-rechtlichen Programmen über DVB-T-Multiplexe digital verbreitet.
Die Errichtung eines neuen Senders auf Sylt war notwendig geworden, nachdem Sylt lediglich von einem Kleinstsender bei Westerland versorgt worden war. Für das höhere Touristenaufkommen, den zunehmenden Taxiverkehr, die Bundeswehr und die Polizei musste ein Neubau geschaffen werden. Der NDR gliederte sich aus den Bestrebungen aus, da er einen Sender an der Ostspitze der Insel einrichtete. So versorgt nun Westerland die nordfriesischen Inseln, das angrenzende Festland und Teile der dänischen Küste mit. Westerland hat eine technische Reichweite von ca. 70.000 Menschen.
Ein Vorgängermast, ein rot-weißer Rohrmast von wesentlich geringerer Höhe, befand sich an der Nord-Ost-Seite des ehemaligen Postgebäudes an der Stephanstraße und diente ausschließlich dem Rundfunk und TV-Empfang auf der Insel Sylt. Mit dem Neubau und dem Umzug der Abteilung der damaligen Bundespost im Jahr 1976 wurde der alte Mast überflüssig und abgerissen.

## Frequenzen und Programme

### Analoger Hörfunk (UKW)
In UKW werden folgende Programme ausgestrahlt:
| Antenne Sylt | –          | 88,1 MHz  | 0,2 kW | ANT-SYLT          | Klassik Radio | SH | 89,8 MHz | 0,3 kW | KLASSIK |
| R.SH         | Nord       | 102,8 MHz | 5 kW   | R.SH bzw. R.SH NF |               |    |          |        |         |
| delta radio  | delta Nord | 104,8 MHz | 5 kW   | delta             |               |    |          |        |         |

### Digitaler Hörfunk (DAB)
Seit 29. November 2019 wird der Bundesmux im Kanal 5C im Gleichwellenbetrieb (SFN) mit anderen Sendern ausgestrahlt. DAB wird in der Regel – so auch hier – in vertikaler Polarisation gesendet. Der Multiplex des Norddeutschen Rundfunks wird auf Sylt vom etwa 10 km entfernten Sender Morsum abgestrahlt.
| Block                         | Programme (Datendienste) | ERP (kW) | Antennen- diagramm rund (ND), gerichtet (D) | Gleichwellennetz (SFN) |
| ----------------------------- | --- | -------- | ------------------------------------------- | --- |
| 5C DRDeutschland (D__00188)   | DAB+ Block der Media Broadcast: - Absolut relax (72 kbps) - Dlf (104 kbps) - Dlf Kultur (112 kbps) - Dlf Nova (104 kbps) - DRadio DokDeb (48 kbps) - Energy Digital (72 kbps) - ERF Plus (64 kbps) - Klassik Radio (72 kbps) - Radio Bob (72 kbps) - Radio Horeb (48 kbps) - Radio Schlagerparadies (64 kbps) - Schwarzwaldradio (64 kbps) - sunshine live (72 kbps) - DRadio Daten (32 kbps Daten) - EPG Deutschland (16 kbps Daten) - TPEG (16 kbps Daten) - TPEG_MM (16 kbps Daten) | 1        | D (70–10°)                                  | - Baden-Württemberg: Aalen, Baden-Baden (Fremersberg), Bad Mergentheim, Blauen, Brandenkopf, Donaueschingen, Feldberg im Schwarzwald, Freiburg (Vogtsburg-Totenkopf), Geislingen (Oberböhringen), Großerlach (Hohe Brach), Heidelberg (Königstuhl), Heilbronn (Schweinsberg), Hochrhein (Rickenbach), Hornisgrinde, Pforzheim (Schömberg-Langenbrand), Raichberg, Ravensburg (Höchsten), Reutlingen, Stuttgart (Frauenkopf), Ulm (Kuhberg) - Bayern: Amberg (Hirschau), Aschaffenburg (Pfaffenberg), Augsburg (Hotelturm), Bad Tölz (Gaißach), Balderschwang, Bamberg (Geisberg), Büttelberg, Brotjacklriegel, Dillberg, Grünten, Herzogstand, Hochberg (Traunstein), Hoher Bogen, Inntal (Ebbs), Ingolstadt (Gelbelsee), Kreuzberg/Rhön, Landshut (Altdorf), München (Olympiaturm), Nennslingen (Büchelberg), Nürnberg, Oberammergau, Ochsenkopf, Passau, Pfänder, Pfaffenhofen, Pfarrkirchen, Pfronten, Regensburg (Hohe Linie), Unterringingen, Untersberg, Wendelstein (Bayrischzell), Würzburg (Frankenwarte) - Berlin: Berlin (Alexanderplatz), Berlin (Scholzplatz) - Brandenburg: Bad Belzig, Booßen, Brandenburg/Havel, Calau, Casekow, Cottbus, Eberswalde (geplant), Eisenhüttenstadt, Neuruppin (geplant), Petkus, Pritzwalk, Templin - Bremen: Bremen (Walle), Bremerhaven-Schiffdorf - Hamburg: Hamburg (Moorfleet), Hamburg (Heinrich-Hertz-Turm) - Hessen: Bad Hersfeld (Rimberg), Biedenkopf (Sackpfeife), Fulda (Hummelskopf), Frankfurt (Europaturm), Gelnhausen (Schnepfenkopf), Gießen (Dünsberg), Großer Feldberg, Hardberg, Hohe Wurzel, Hoher Meißner, Kassel (Habichtswald), Mainz-Kastel - Mecklenburg-Vorpommern: Garz (Rügen), Güstrow, Malchin, Neubrandenburg-Süd, Neustrelitz (geplant), Rostock (Toitenwinkel), Röbel, Schwerin (Zippendorf-Gr.Dreesch), Torgelow, Wismar/Rüggow, Züssow - Niedersachsen: Aurich-Popens, Braunschweig (Broitzem), Braunschweig (Drachenberg), Cuxhaven-Stadt, Dannenberg, Göttingen (Bovenden-Osterberg), Hannover (Telemax), Lingen, Lüneburg-Neu Wendhausen, Molbergen-Peheim, Osnabrück (Bramsche-Schleptruper Egge), Hildesheim (Sibbesse), Steinkimmen, Uelzen, Visselhövede, Wilhelmshaven - Nordrhein-Westfalen: Aachen (Karlshöhe), Bergneustadt-Wiedenest (R), Bielefeld (Hünenburg), Bonn (Venusberg), Dortmund (Florianturm), Düsseldorf (Rheinturm), Eggegebirge, Herscheid, Hochsauerland (Hunau), Hürtgenwald-Großhau, Köln (Colonius), Langenberg, Lügde-Rischenau (Köterberg), Meschede (geplant), Minden (Jakobsberg), Münster (Fernmeldeturm), Schöppingen, Siegen-Süd, Wesel - Rheinland-Pfalz: Bad Kreuznach (Schanzenkopf), Bad Marienberg (Westerwald), Bornberg, Daun (Eifel), Edenkoben (Kalmit), Heckenbach-Schöneberg (Ahrweiler), Haardtkopf (geplant), Idar-Oberstein, Kaiserslautern, Kettrichhof, Koblenz (Kühkopf), Schnee-Eifel (geplant), Trier (Petrisberg) - Saarland: Merzig-Merchingen, Saarbrücken (Schoksberg) - Sachsen: Chemnitz, Dresden, Geyer, Leipzig, Löbau, Neustadt, Niederschöna (geplant), Oschatz, Schöneck, Zwickau Ost - Sachsen-Anhalt: Brocken, Burg, Dequede, Petersberg, Pettstädt (Weißenfels), Schneidlingen, Wittenberg - Schleswig-Holstein: Bungsberg, Bredstedt, Flensburg, Garding, Heide, Helgoland, Hennstedt, Itzehoe, Kiel (Kronshagen), Lübeck (Stockelsdorf), Schleswig, Niebüll (Süderlügum), Westerland (Sylt) - Thüringen: Bleßberg (Sonneberg), Erfurt-Hochheim, Gera, Inselsberg, Jena (Oßmaritz), Kulpenberg, Lobenstein (Sieglitzberg), Saalfeld (Remda), Weimar (Ettersberg) |
| 11D Flensburg K11D (D__00333) | - Antenne Sylt (72 kbps) - delta radio (SH-Nord) (72 kbps) - Oldie Antenne (72 kbps) - Ostseewelle (FL) (72 kbps) - Radio 21 (FL) (72 kbps) - Radio Bob (SH) (72 kbps) - Radio Bollerwagen (72 kbps) - Radio Fratz (72 kbps) - Radio Hamburg (72 kbps) - Radio Nordseewelle (72 kbps) - Radio Schleswig-Holstein (SH-Nord) (72 kbps) - Radio Wellenrausch (72 kbps) - Rock Antenne (HH) (72 kbps) - Westküste FM (72 kbps)                                                             | 1        |                                             | Flensburg, Niebüll (Süderlügum), Westerland (Sylt) |

### Digitales Fernsehen (DVB-T)
In DVB-T werden folgende Programme ausgestrahlt:
| Kanal | Frequenz (MHz) | Multiplex                             | Programme im Multiplex | ERP (kW) | Antennen- diagramm rundum (ND) / gerichtet (D) | Polarisation horizontal (H) / vertikal (V) | Modulations- verfahren | FEC | Guard- intervall | Bitrate (MBit/s) | SFN mit                                                     |
| ----- | -------------- | ------------------------------------- | --- | -------- | ---------------------------------------------- | ------------------------------------------ | ---------------------- | --- | ---------------- | ---------------- | ----------------------------------------------------------- |
| 26    | 514            | ARD Digital (NDR)                     | - Das Erste - Phoenix - ARTE - tagesschau24 | 32       | ND                                             | H                                          | 16-QAM (8-k-Modus)     | 2/3 | 1/4              | 13,27            | Heide/Welmbüttel, Brunsbüttel, Bredstedt, Westerland (Sylt) |
| 24    | 498            | ARD regional (NDR Schleswig-Holstein) | - NDR Fernsehen (Schleswig-Holstein) - WDR Fernsehen / NDR (Niedersachsen) (zeitw.) - MDR Fernsehen (Sachsen-Anhalt) / NDR (MV) (zeitw.) - Bayerisches Fernsehen\| (Schwaben/Altbayern) / NDR (HH) (zeitw.) | 32       | ND                                             | H                                          | 16-QAM (8-k-Modus)     | 2/3 | 1/4              | 13,27            | Heide/Welmbüttel, Brunsbüttel, Bredstedt, Westerland (Sylt) |
| 31    | 554            | ZDFmobil                              | - ZDF - 3sat - ZDFinfo - KiKA (6–21 Uhr) / ZDFneo (21–6 Uhr) | 20       | ND                                             | H                                          | 16-QAM (8-k-Modus)     | 2/3 | 1/4              | 13,27            | Heide/Welmbüttel, Bredstedt, Westerland (Sylt)              |